# Крест ссыльных в Сибирь
Крест ссыльных в Сибирь (пол. Krzyż Zesłańców Sybiru) — польская государственная награда.

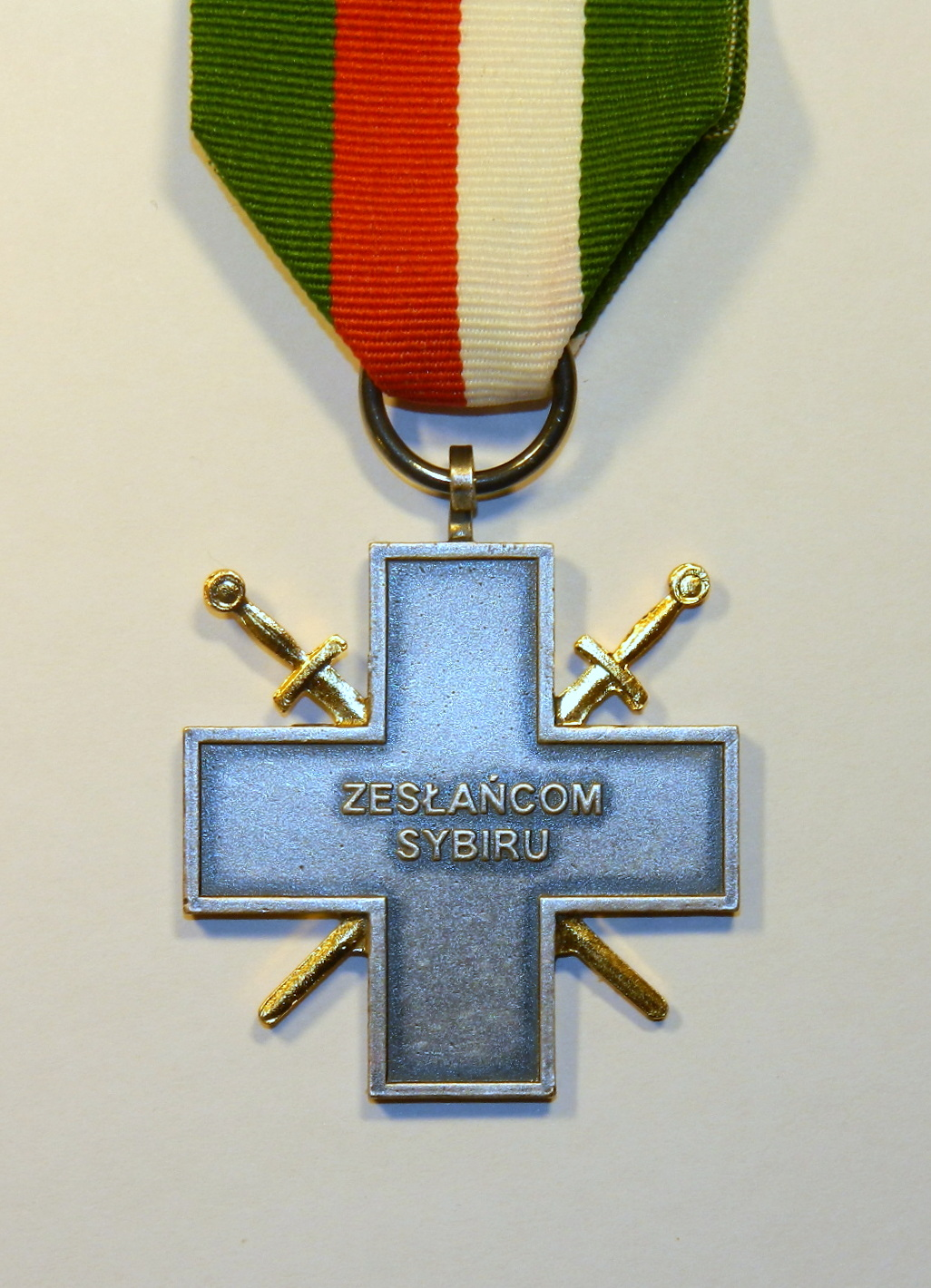
Реверс

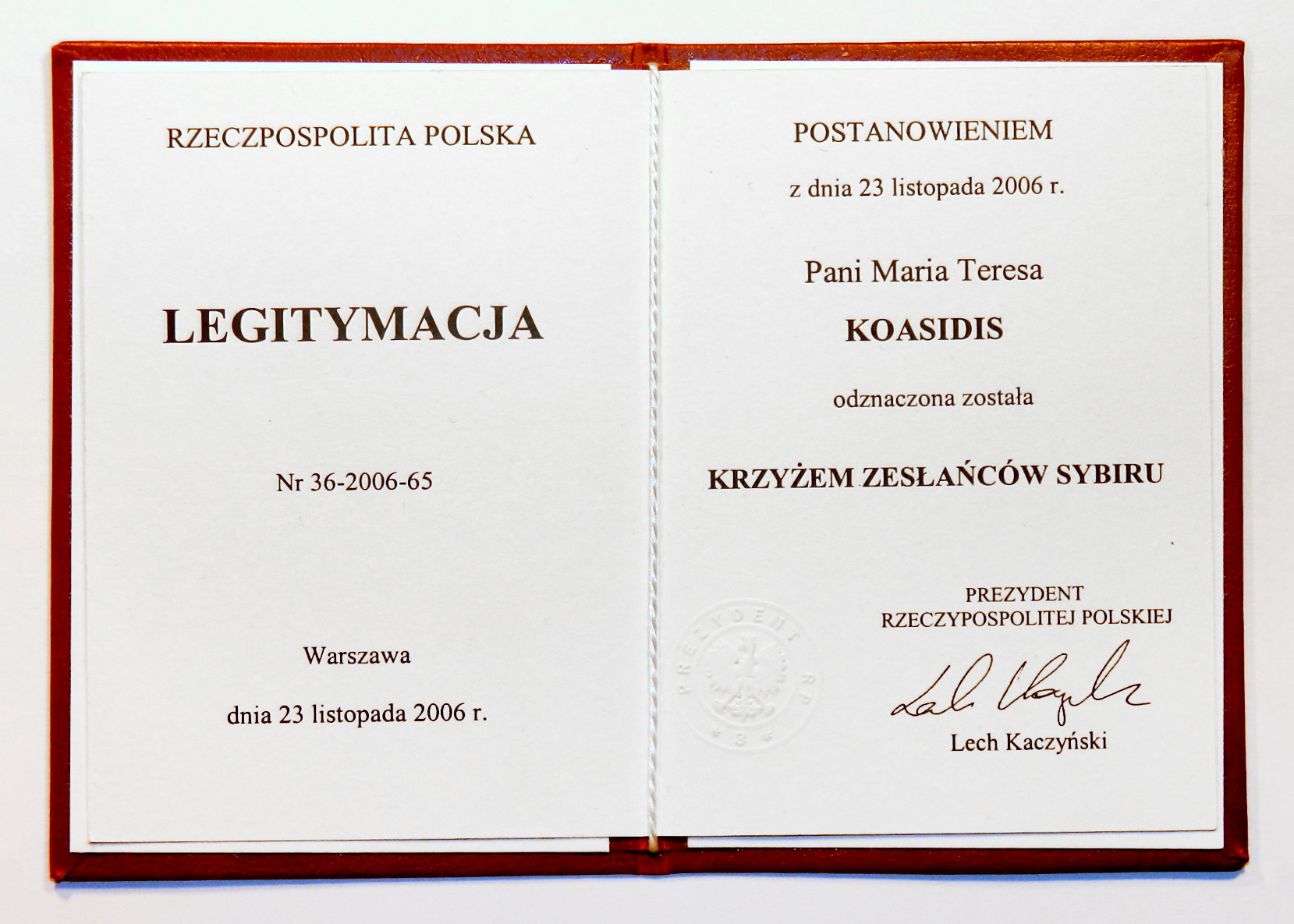
Удостоверение, подтверждающее предоставление креста

## Учреждение
Крест ссыльных в Сибирь был учреждён в соответствии со специальным законом от 17 октября 2003 года «как выражение национальной памяти польских граждан, депортированных в период с 1939 по 1956 год в Сибирь, Казахстан и на север России, как дань их мученичеству, верности идеалам свободы и независимости».

## Награждения
Крестом награждаются лица, на момент ссылки имевшие польское гражданство, а также их дети, родившиеся в изгнании. Крест выдаётся лицам, живущим на дату вступления закона (1 января 2004) в силу, то есть он не выдаётся посмертно.

## Знак
Знак награды представляет собой крест из прямоугольных лучей, покрытых серебром и искусственно запатинированных. Размер знака 40 мм на 40 мм. На знаке расположены также два золотых скрещённых меча, направленных лезвием вниз. В центре знака щит с польским белым орлом на красной эмали. Щит окружён цепью из квадратных звеньев. Крест носится на ленте шириной 40 мм с вертикальными белой и красной полосами шириной 18 мм на сером фоне. На оборотной стороне креста надпись в две строки «ZESŁAŃCOM / SYBIRU» (Ссыльным в Сибирь). Крест ссыльных в Сибирь носится на левой стороне груди после других государственных наград.

## Награждение Ярузельского
26 марта 2006 года Крестом ссыльных в Сибирь, президентом Польши Лехом Качиньским, был награждён генерал Войцех Ярузельский, последний президент ПНР и первый президент современной Польши. Ярузельский в 1941 году был вместе с матерью вывезен в Горный Алтай, его разлучённый с семьёй отец не выдержал ссылки в Алтайском крае, умер и был похоронен в Бийске. Узнав о награждении, Ярузельский оценил это событие положительно, отметив что «Качиньский смог быть выше исторических барьеров и разногласий».
Вскоре администрация президента объявила о том, что Ярузельский награждён по ошибке, кто-то из сотрудников канцелярии президента внёс его имя в список, а президент Польши подписал лишь общий список награждаемых. Также было отмечено, что на удостоверениях, выдаваемых награждённым, стоит факсимиле, а не личная подпись президента.
Это событие вызвало волну ироничных комментариев в польских СМИ и среди польской оппозиции, а сам Ярузельский сдал государственную награду в канцелярию президента Качиньского.